# Victorwithius schlingeri
Espèce
Synonymes
- Parawithius schlingeri Beier, 1959

Victorwithius schlingeri est une espèce de pseudoscorpions de la famille des Withiidae.

## Distribution
Cette espèce est endémique de la région de Huánuco au Pérou. Elle se rencontre vers Tingo María.

## Publication originale
- Beier : Zur Kenntnis der Pseudoscorpioniden-Fauna des Andengebietes. Beiträge zur Neotropischen Fauna, vol. 1, p. 185-228, 1959.